# داوری بین‌المللی
داوری بین‌المللی یا حکمیت بین‌المللی روشی برای حل اختلافات بین‌المللی است که در آن طرفین به جای رجوع به نهاد قضائی، اختلاف خود را به یک داور مورد اعتماد خود ارجاع می‌دهند. رجوع به داوری ممکن است پس از پیدایش اختلاف یا در هنگام تنظیم قرارداد (شرط داوری) پیش‌بینی شود. از این روش حل اختلاف اکثراً در قراردادهای بین‌المللی تجاری استفاده می‌شود.
مهم‌ترین دلایل استفاده از داوری در عدم رعایت تشریفاتِ زمان‌بر و در نتیجه سرعت آن و همچنین اعتماد نداشتن به بی‌طرفی دادگاه‌های ملی است.

## تاریخچه
در کنفرانس‌های لاهه ۱۸۹۹ و ۱۹۰۷ میلادی داوری به عنوان یکی از روش‌های پیشگیری از توسل به زور مطرح شد. پیرو کنفرانس اول یک دیوان داوری برای جلوگیری از جنگ و بروز درگیری‌های بین‌المللی تشکیل شد. در این دیوان فهرستی از حقوق‌دانان معتمد به عنوان داور موجود بود و تعیین داوران با موافقتنامه طرفین اختلاف صورت می‌گرفت.

## اجرای حکم
مشکلاتی که برای اجرای احکام داوران وجود داشت موجب شد تا با تلاش اتاق بازرگانی بین‌المللی و شورای اقتصادی و اجتماعی ملل متحد و به پیشنهاد سازمان ملل متحد در سال ۱۹۵۸ کنوانسیون بین‌المللی شناسایی و اجرای احکام داوری خارجی در نیویورک به تصویب برسد. بر پایه این قرارداد هر حکم داوری که در یکی از کشورهای عضو این کنوانسیون صادر شده باشد در کشورهای دیگر عضو کنوانسیون نیز لازم‌الاجرا است. همچنین دیوان بین‌المللی داوری توسط اتاق بازرگانی بین‌المللی برای کمک به حل اختلافات تجاری بین‌المللی تأسیس شد.
در سطح منطقه‌ای نیز چندین معاهده برای سهولت رسیدگی و اجرای احکام داوری به تصویب رسیده که مهم‌ترین آن‌ها معاهده اروپائی استراسبورگ در ۱۹۶۶، معاهده آمریکایی پاناما در ۱۹۷۵ و معاهده عربی عمان در ۱۹۸۷ است که یک مرکز داوری نیز بر اساس آن در مراکش ایجاد شده است.

## داوری الکترونیک بین‌المللی
پس از گذشت سال‌ها داوری به‌صورت عادی در داوری بین‌المللی همانند دیگر تحولات اجتماعی تحولاتی شکل گرفته است بدین ترتیب که داوری هم به سمت و سوی الکترونیکی شدن حرکت کرده و مجامع داوری بین‌المللی امروزه به‌صورت الکترونیکی پرونده‌ها را با سرعت بالاتری نسبت به قبل در زمینه رسیدگی و اعلام رای پیش می‌برند.